# Colebrook (Connecticut)
Colebrook è un comune di 1.540 abitanti degli Stati Uniti d'America, situato nella Contea di Litchfield nello Stato del Connecticut.